# Żulin (Ukraina)
Żulin (ukr. Жулин) – wieś na Ukrainie, w rejonie stryjskim obwodu lwowskiego. Wieś liczy 920 mieszkańców.
Wieś prawa wołoskiego, położona była na początku XVI wieku w ziemi przemyskiej województwa ruskiego. Profesor Tadeusz Rybkowski w ciągu roku szkolnego 1906/1907 wykonał plany i kosztorys na dwór wiejski dla Włodzimierza Barańskiego w Żulinie.
W II Rzeczypospolitej do 1934 samodzielna gmina jednostkowa. Następnie należała do zbiorowej wiejskiej gminy Bratkowce w powiecie stryjskim w woj. stanisławowskiem. 
W lutym 1940 NKWD deportowało na Syberię kilkanaście polskich rodzin. W latach 1941–1945 nacjonaliści ukraińscy z OUN-UPA zamordowali tutaj 17 Polaków, głównie w czasie napadu w nocy z 5 na 6 kwietnia 1944 r. Jedną z ofiar tego napadu był ks. Franciszek Będkowski, któremu połamano nogi i którego spalono wraz z plebanią. 
Po wojnie wieś weszła w struktury administracyjne Związku Radzieckiego. 
Pomiędzy miejscowością a rzeką znajdował się obronny dwór Stanisława Giedzińskiego otoczony wałem i fosą.